# 灞陵桥 (甘肃)
灞陵桥，位于位于中华人民共和国甘肃省定西市渭源县的清源河上，是一座木质拱桥。该桥始建于明朝洪武年间，最早为一座平桥，因容易被洪水冲毁而于1919年改建为拱桥。该桥由于地处渭河源头而被誉为“渭河第一桥”。2006年，灞陵桥被列为全国重点文物保护单位。

## 历史
灞陵桥始建于明朝洪武年间，是徐达率军攻打渭源城时所修。在攻克该城池后，徐达将该桥命名为灞陵桥，并为该桥加修了玉石栏杆。其最初为一座平桥，但由于最初修建时其桥墩是用装满石头的木笼修筑的，极容易在洪水中被冲毁。清朝同治年间时，该桥由左宗棠的部属梅开泰主持重建。1919年，该桥根据兰州兴隆山卧桥的造型在渭源县城南门外改建为一座纯木结构的卧式悬臂拱桥，该工程于1921年正式竣工。1932年，由于桥身出现倾斜，该桥耗时2年重修，形成现有桥身。1973年，灞陵桥被列为甘肃省文物保护单位，1981年被重新公布为省级文物保护单位。1984年和1986年，灞陵桥先后两次得到维修，但由于技术条件不足，这两次维护工作遗留下了多处问题。2005年，灞陵桥再次得到维修。2006年，灞陵桥被列为全国重点文物保护单位。2015年，灞陵桥的保护规划获国家文物局批复同意。

## 结构
灞陵桥位于中华人民共和国甘肃省定西市渭源县的清源河上，是甘肃省境内仅存的一座古桥梁，被誉为“渭河第一桥”。全场40米，跨度29.6米，高15.4米，宽4.8米。桥底共有11组粗圆木，每组圆木共有10根，桥体至桥中心逐级拱起，形成半圆形的桥面。桥面上方为飞檐式廊房，共计13间64柱，顶部覆有灰瓦，两侧有扶手栏杆。桥梁段建有卷棚式桥头屋，屋内有包括左宗棠、蒋介石、于右任、杨虎城、何应钦、孙科等人题写的牌匾和对联。